# Kistnik malinowiec
Kistnik malinowiec, kistnik maliniak (Byturus tomentosus) – gatunek niewielkiego, palearktycznego chrząszcza z rodziny kistnikowatych (Byturidae), pospolicie występującego w Europie.

## Budowa
Owad dorosły ma szaroczarne lub brązowe ubarwienie z żółtymi włoskami. Osiąga długość 4 mm.

## Biologia
Zimują w stadium poczwarki w kokonach, w glebie, trawie, szczelinach kory. Wiosną  przenoszą się na krzewy. Loty odbywa latem. Żywią się kwiatami różowatych (w tym jabłoni) i jaskrowatych. Samica składa jaja na zdrowych owocach malin, a szarobrązowe, beznogie larwy wgryzają się i żerując na dnie kwiatowym uszkadzają jego powierzchnię. Następnie żywią się rozwijającym się owocem. W dojrzałych owocach malin larwy są już wyrośnięte. Larwy przeobrażają się w drugiej połowie lata.

## Szkodliwość i zwalczanie
Przyczynia się do zawiązywania owoców przez zapylanie kwiatów jabłoni i malin. Mimo tego uważany jest za poważnego szkodnika. Podstawowym sposobem zwalczania na plantacjach produkcyjnych jest ochrona chemiczna za pomocą insektycydów, z grupy pyretroidów. W uprawie amatorskiej zaleca się wysiewanie pomiędzy krzewami malin niezapominajek, które mają działanie odstraszające na szkodnika.